# لوته ورلد
لوته ورلد (انگلیسی: Lotte World) شرکت سرگرمی کره‌ای است، که در سال ۱۹۸۹ توسط شرکت لوته تأسیس شد.